# 馬爾什角
65°15′S 59°28′W / 65.250°S 59.467°W
馬爾什角（英語：Cape Marsh），是南極洲的海岬，位於葛拉漢地的努登舍爾德海岸，處於羅伯特森島東南端，海拔高度超過235米，在1893年被發現和繪入地圖，現時由南極條約體系管理。